# Oakland (Nova Jersey)
Oakland és una població dels Estats Units a l'estat de Nova Jersey. Segons el cens del 2008 tenia 13.312 habitants.

## Demografia
Segons el cens del 2000, Oakland tenia 12.466 habitants, 4.255 habitatges, i 3.565 famílies. La densitat de població era de 559,7 habitants/km².
Dels 4.255 habitatges en un 39,5% hi vivien nens de menys de 18 anys, en un 74,4% hi vivien parelles casades, en un 6,4% dones solteres, i en un 16,2% no eren unitats familiars. En el 12,8% dels habitatges hi vivien persones soles el 5% de les quals corresponia a persones de 65 anys o més que vivien soles. El nombre mitjà de persones vivint en cada habitatge era de 2,88 i el nombre mitjà de persones que vivien en cada família era de 3,15.
Per edats la població es repartia de la següent manera: un 25,4% tenia menys de 18 anys, un 5,2% entre 18 i 24, un 30,9% entre 25 i 44, un 25,8% de 45 a 60 i un 12,7% 65 anys o més.
L'edat mediana era de 39 anys. Per cada 100 dones de 18 o més anys hi havia 94 homes.
La renda mediana per habitatge era de 86.629 $ i la renda mediana per família de 93.695 $. Els homes tenien una renda mediana de 62.336 $ mentre que les dones 41.092 $. La renda per capita de la població era de 35.252 $. Aproximadament el 0,9% de les famílies i l'1,7% de la població estaven per davall del llindar de pobresa.